# Luz (Minas Gerais)
Luz is een gemeente in de Braziliaanse deelstaat Minas Gerais. De gemeente telt 17.835 inwoners (schatting 2009).

## Aangrenzende gemeenten
De gemeente grenst aan Arcos, Bambuí, Bom Despacho, Córrego Danta, Dores do Indaiá, Estrela do Indaiá, Iguatama, Japaraíba, Lagoa da Prata en Moema.